# Dip in the pool
dip in the pool（ディップ・イン・ザ・プール）は、日本の音楽ユニット。
ファッションモデル・ボーカルの甲田益也子とキーボードの木村達司によって1983年に結成。

## メンバー
- 甲田益也子 - 作詞・ボーカル
- 木村達司 - 作曲・編曲・トラック

## 略歴
1985年、イギリスはラフ・トレード・レコード、ヨーロッパほかではヴァージン・レコード、日本ではアルファ・ムーン・レコードよりデビュー。
以来、木村達司の作るトラックと甲田益也子のボーカルのマッチングによるスタイルを貫き続けている。
「Miracle Play 天使が降る夜」は丸井の1987年のクリスマスCMソングに使用され代表曲の一つとなる。
1991年にはWEA香港の招きによりアジア・プロモーションも展開した。
その後もマイペースに活動を続けながら、甲田は1989年に映画『ファンシィダンス』で役者としてもデビュー。
1997年に木村が主宰するレーベルgrandiscより『WONDER 8』を発表後に一時活動休止するまで、レコーディングに参加した音楽家は、佐久間正英、清水靖晃、窪田晴男、富家哲、トニー・レヴィン、ミノ・シネル、モーガン・フィッシャー、ピーター・シェラー（アンビシャス・ラバーズ）など。
その後、甲田は女優業に専念するため音楽活動休止。手塚眞監督『白痴』で映画初主演。木村は他アーティストのプロデュース・編曲・CM・映画音楽を多数手がけ、個々の活動も多彩に展開している。
1998年にはgrandiscより、木村総合プロデュースの下、作曲及び音楽プロデューサーに、細野晴臣、清水靖晃、テイ・トウワ、ゴンザレス三上、ピーター・シェラー等を迎えた甲田のソロ・アルバム『jupiter』をリリース。
2006年にBBMCより発売のオムニバス・アルバム『春』に、ヘンデル作「LASCIA CH’IO PIANGA」のカバーで参加、活動再開。
2011年に14年ぶりのアルバム『brown eyes』をリリース。

## アルバム
- dip in the pool（1986年、MOON RECORDS）
  - 既発12inchシングル2枚の収録曲（8曲）に未発表曲2曲を追加してフルアルバム化。イギリスのラフ・トレードからリリースされる際にアルバム・タイトルを『Silence』に改題。
- 10 PALETTES（1988年2月25日、MOON RECORDS）
- Retinae（1989年、MOON RECORDS）
- Aurorae（1991年3月5日、MOON RECORDS）
- 静かの海（1993年6月23日、EPIC/SONY）
- KM93.11（1993年11月21日、EPIC/SONY）
- 7（1994年11月2日、EPIC/SONY）
- WONDER 8（1997年、grandisc/EAST WORKS ENTERTAINMENT)
- brown eyes（2011年5月25日、ベルウッド）
- HIGHWIRE WALKER（2015年1月21日、ベルウッド）
- dipper 1985-91 + dipping（2015年10月7日、ワーナーミュージック）
- 8 Red Now （2021年10月20日、grandisc）
  - Wonder 8 から6曲を抜粋しリマスタリング、新曲2曲を追加。

## シングル
- dip in the pool（1985年9月25日） - 4曲入り12inchシングル
- 太陽のしっぽ Rabo del sol（1986年5月25日） - 4曲入り12inchシングル
- 黒いドレスの女〜Ritual〜（1987年2月25日） - 映画『黒いドレスの女』主題歌
- Miracle Play 天使が降る夜（1987年12月10日） - 丸井CMソング
  - 1988/11/10に8cmCD化。CDジャケットは2種類存在する。
- マルイ月トゥスヰート（1989年2月25日） - ポーラ化粧品CMソング
- 君の声聞きたい Voices and Wishes（1993年6月2日）
- 虹のしるし（1993年11月1日）
- 青く光る夜のプール（1994年7月1日） - エプソンCMソング
- 君の瞳に映る私（1994年10月21日）
- Miracle Play 天使が降る夜（1995年11月1日、12cmCD） - 1987年シングル曲のリメイク
- Colour of life（2020年6月12日）
- What About This Love（2021年9月24日）

## 映像作品
- dipping（1989年5月25日、VHS）
  - 1991/6/25に内容を追加・ジャケットを差し替えVHS・LDで再リリース。
  - 2015/10/7にDVDで再リリース。
- KM93.11（1994/3/21、VHS・LD）